# Jørgen Angel
Jørgen Angel (født 1951 i København) er fotograf – med foto af rockmusikere som speciale. Flere af hans fotografier har været på forsiden af musikmagasiner.
Jørgen Angel har med sine fotografier dokumenteret hippiekulturen i bl.a. Fælledparken i København, de tidlige Roskilde Festivaler og Thylejren i 1970.
Det var Jørgen Angel, der fotograferede Led Zeppelins debutkoncert i Danmark i 1968. Han var med i omklædningsrummet, da Gasolin havde spillet deres sidste koncert i Malmø 1978, hvor han fotograferede Kim Larsen uden tøj på.
Hans fotografier er brugt i mange magasiner, til albumomslag, i bøger i Skandinavien og andre steder. Angel har taget sine billeder ved koncerter, receptioner, eksklusive sessioner eller på landevejen sammen med rockmusikerne over hele Skandinavien, Storbritannien og USA. Angels kunst har sin styrke i den varme forhold udviklede til musikerne som for eksempel Alice Cooper, The Who, Roxy Music, The Pretty Things og Uriah Heep.